# Cytisus proliferus
Cytisus proliferus là một loài thực vật có hoa trong họ Đậu. Loài này được L.f. miêu tả khoa học đầu tiên.

## Hình ảnh

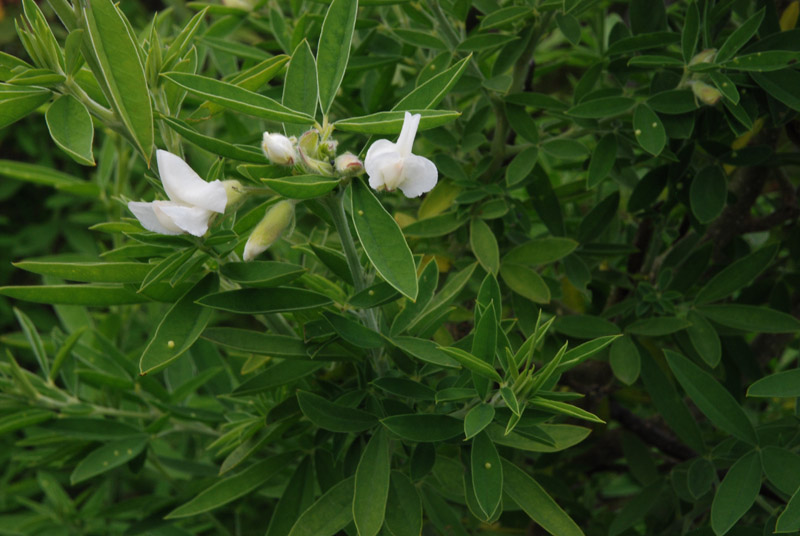
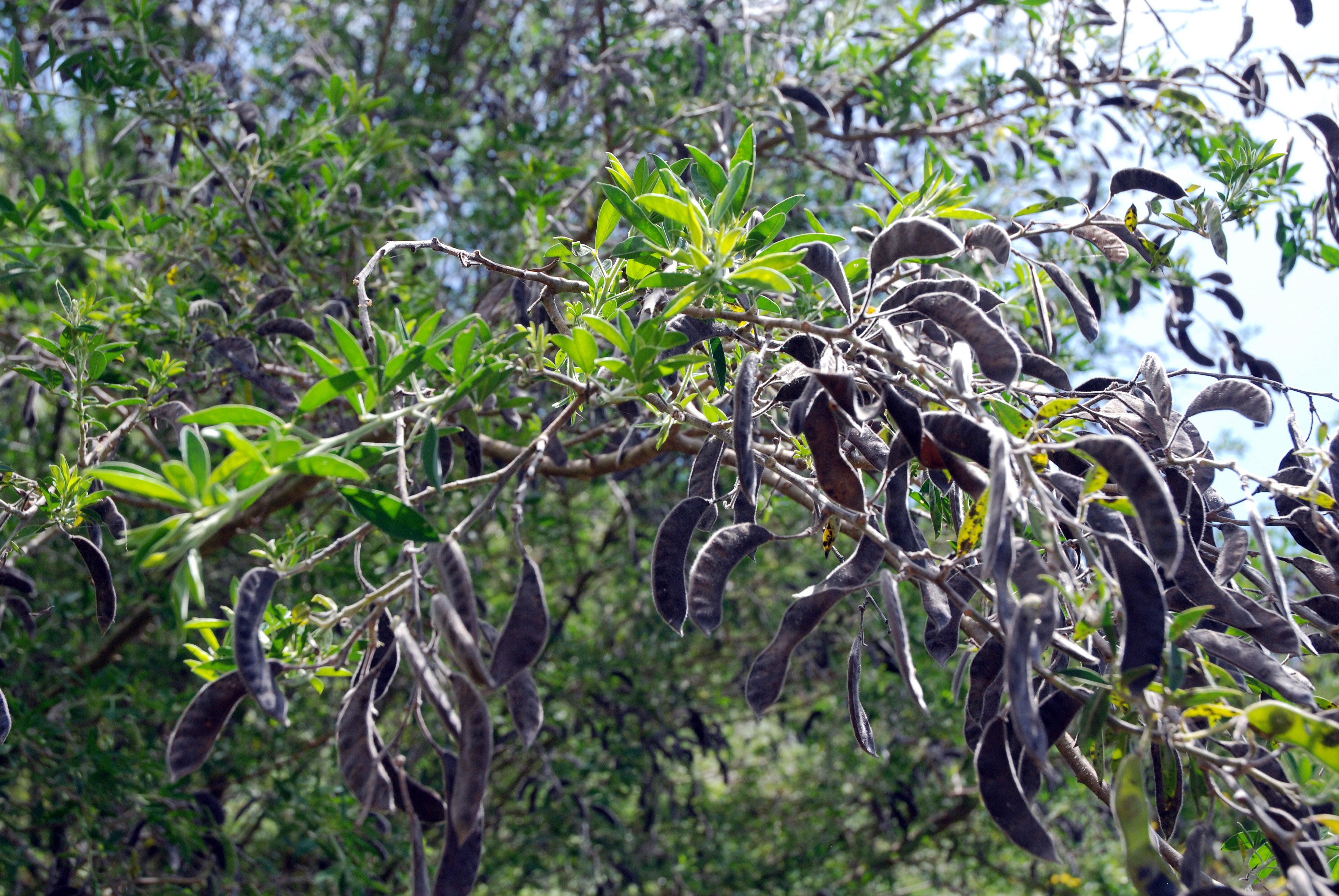
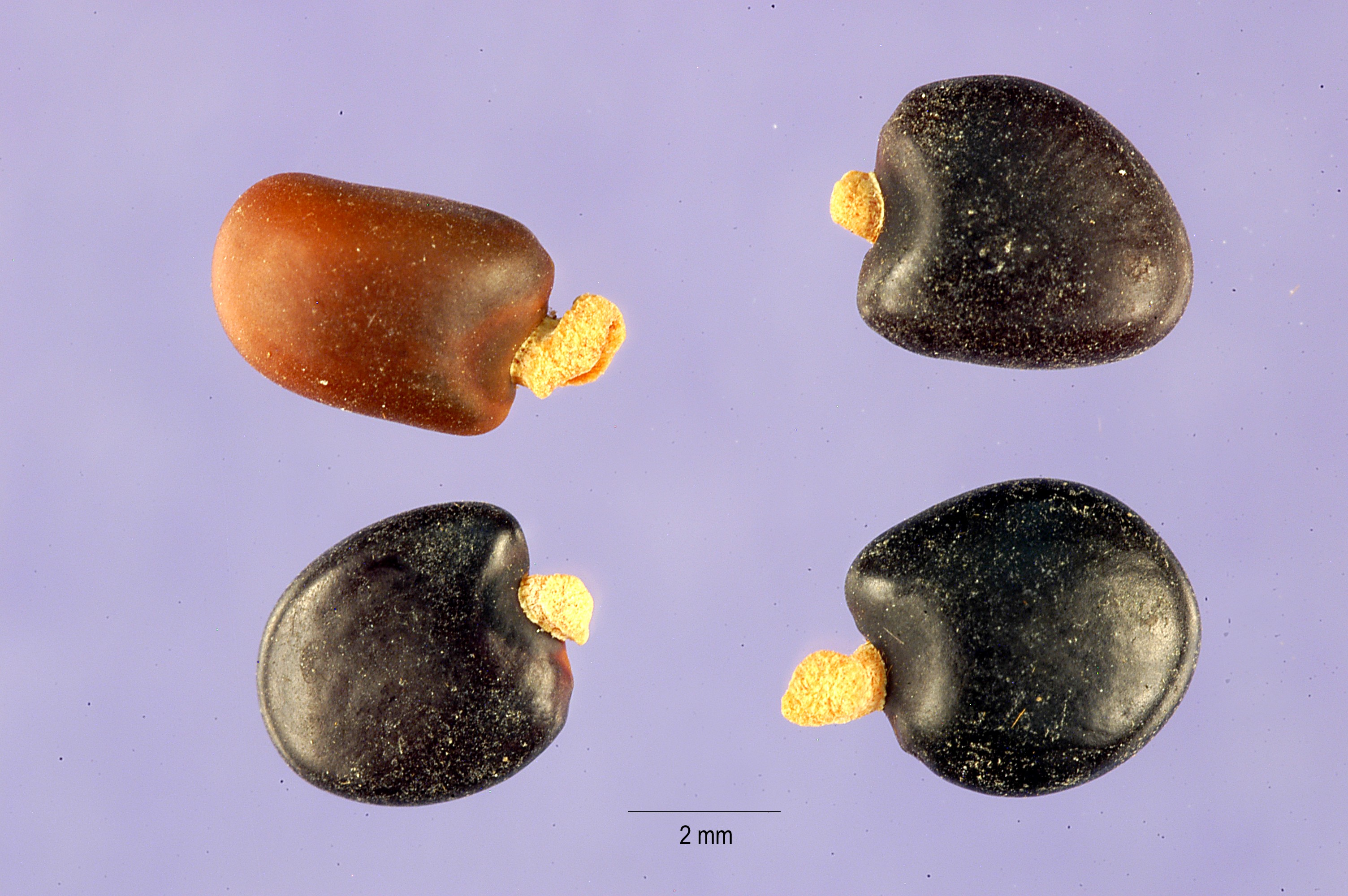
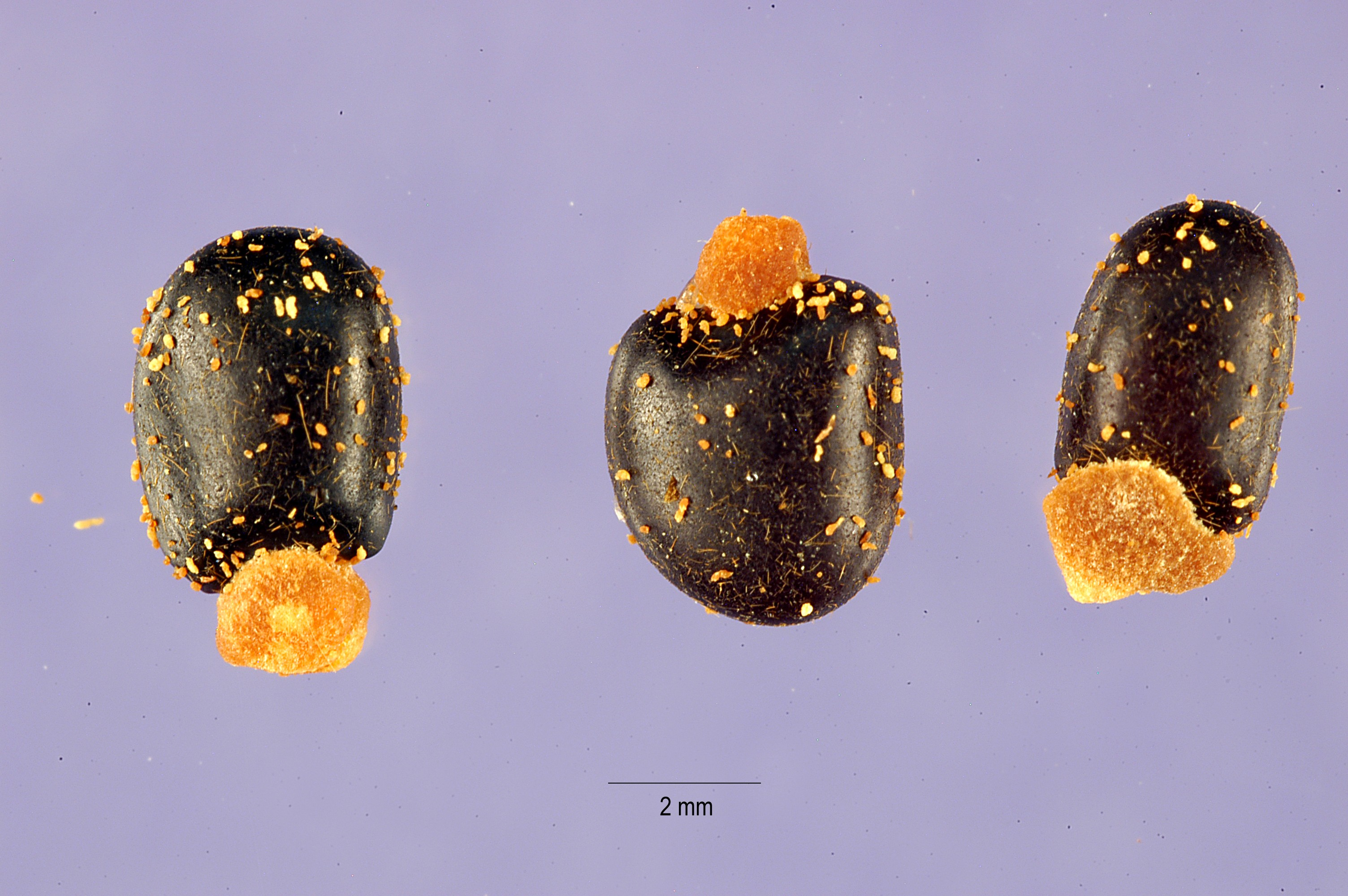